# Luis Bográn
Luis Bogran (nacido en Santa Bárbara, el 3 de junio de 1849 y fallecido en Guatemala, el 9 de julio de 1895) Abogado, político y Militar hondureño con el grado de General de División. Electo Vigésimo segundo Presidente constitucional para el periodo de 1883 a 1884 y seguidamente electo Vigésimo tercer Presidente constitucional para el periodo de 1884 a 1891.

## Biografía
Sus padres fueron Saturnino Bográn Bonilla y Gertrudis Barahona Leiva. Bográn Barahona llevó a cabo sus estudios de Bachiller en Filosofía en el Colegio Tridentino de Comayagua y seguidamente de derecho en la Universidad de San Carlos de Guatemala. Participó en diferentes batallas donde logró ascender al grado de Coronel, de ahí fue nombrado Comandante de Armas en 1872 y ascendido a General de brigada en 1874, cuando sólo contaba con 25 años de edad. Contrajo nupcias con Teresa Morejón Ferrera, en la localidad de Chalguapa, El Negrito, Departamento de Yoro, un 3 de junio de 1878, con quien procreó cinco hijos. Fuera del matrimonio, al general Luis Bográn también se le atribuye ser el padre de Lola Zaldivar de Vidaurreta y Tula García de Nuila, además de Daniel Rápalo Bográn, César Pineda Bográn y Constantino Pineda Bográn, Martín Baide Bográn, Florentino Tróchez Bográn, Olayo Erazo Bográn y Alberto Torres Bográn.

## Vida militar y política
Luis Bográn, elevado al rango de general, se enfrentó en 1876 a las fuerzas invasoras enviadas por Justo Rufino Barrios, presidente de Guatemala, en las proximidades el Río San Marcos, en Danlí. Un amanecer del 14 de febrero al mando de cincuenta y nueve valientes, contra cuatrocientos hombres que eran las fuerzas comandadas por el general Juan Antonio Medina Orellana, "Medinita", quien perdió la contienda, además fue capturado y llevado a una Corte Marcial, siendo sentenciado a quedar en el exilio de Honduras. Después de eso, el gobierno fue tomado por el general Ponciano Leiva, una vez terminadas las hostilidades en las fronteras hondureñas y la paz restablecida. El 4 de junio de 1877, Luis Bográn es electo diputado por el departamento de Santa Bárbara.
En 1878 representó al gobierno hondureño en la exposición universal de París y recorrió en este tiempo la Europa más famosa, Inglaterra, Alemania y Francia.
Cuando el Capitán general José María Medina y el general Ezequiel Marín fueron arrestados junto a otros seguidores por incoharseles conspiración y delitos de traición y ocultamiento de armas para una rebelión contra la administración "Soto-Rosa" (Marco Aurelio Soto y Ramón Rosa). Luis Bográn siempre confió en la inocencia de Medina, a quien se le juzgó mediante un Tribunal ad hoc. El general José María Medina fue ejecutado mediante fusilamiento en fecha 23 de enero de 1878, en la ciudad de Santa Rosa de Copán. Doña Mariana Milla viuda de Medina, obsequió a Bográn en carácter de agradecimiento, los bastones y un uniforme nuevo de Medina.
En 1880, Bográn fue nombrado Ministro de Gobernación durante el gobierno del doctor Marco Aurelio Soto, y ya en 1883 Soto renuncia de su cargo de presidente. Es así que un Consejo de Ministros toma las riendas del país. El general Luis Bográn fue elegido para que se convirtiera en el nuevo presidente de la república, tomando posesión el 30 de noviembre de ese mismo año. Antes de concluir su periodo y celebrar elecciones, el general Bográn dejó la presidencia el 30 de agosto de 1884 en un Consejo de Ministros conservadores afines a él.

### Intento de golpe de Estado
En fecha 1 de agosto de 1886, el general Emilio Delgado, inspirado por Marco Aurelio Soto partió de la ciudad de León, Nicaragua, al mando de sesenta hombres de tropa, algunos voluntarios y otros hombres otorgados por el gobierno nicaragüense, con el fin de invadir Honduras y colocarse en la presidencia. Tras la derrota por los ejércitos hondureños, el general Delgado es hecho prisionero y el 11 de octubre del mismo año, el general Emilio Delgado, el coronel Indalecio García, el teniente Gabriel Lozano y al comandante 2.º Miguel Cortés y otros acompañantes son juzgados por un Tribunal de guerra en Comayagua; la acusación es la fallida operación bélica de Delgado para deponer al presidente Luis Bográn. Emilio Delgado sería fusilado en Santa Rosa de Copán al finalizar el periodo de dos años. Bográn Barahona es reelegido en las elecciones y toma nuevamente posesión de la presidencia en 1887.

### Censo general de Honduras 1887
En la administración de Luis Bográn se nombró a Antonio R. Vallejo para que elaborara el Censo general de la República de Honduras, levantado un 15 de junio de 1887. De los 13 departamentos existentes (excluyéndose la Mosquitia) y en el cual reflejaba una pobre nación, con sólo 22 ciudades, 9 villas, 179 pueblos, 679 aldeas, 427 caseríos y 56,737 casas. Contaba una población de 331,917 habitantes, de los cuales 263,045 eran ladinos, 68,272 indígenas; el 95% analfabeta, con solo 2 dentistas, 15 farmacéuticos, 16 ingenieros, 68 eclesiásticos, 80 médicos, 105 abogados y 410 profesores; con respecto a 30,639 labradores, 23,253 jornaleros, 16,561 costureras, 9,227 lavaderas. El censo arrojó también cuáles eran los departamentos más ricos: Tegucigalpa, El Paraíso, Santa Bárbara y Olancho. Este reflejaba la presencia de extranjeros en el país y lo registraba así: 185 norteamericanos, 77 españoles, 72 franceses, 1,033 ingleses, 43 alemanes, 4 rusos, 2 suizos, 13 italianos, 4 belgas, 2 daneses, 1 holandés, 1 portugués, 1 brasileño y 1 chino, sin contar los centroamericanos y otros hispanoamericanos como México y Colombia.
Durante su gobierno, el presidente Bográn se preocupó mucho por la educación en el país. Mandó a construir una "Escuela de Educación Superior" en cada cabecera departamental. Otra de sus gestiones más favorables fue la construcción de la carretera entre Tegucigalpa y San Lorenzo; Tegucigalpa y Yuscarán y emprendió el estudio para una futura carretera para Comayagua, Santa Bárbara y Copán, con el objeto de enlazarlos a la vía férrea del Ferrocarril Nacional de Honduras, que ya funcionaba entre las localidades de Pimienta y Puerto Cortés.

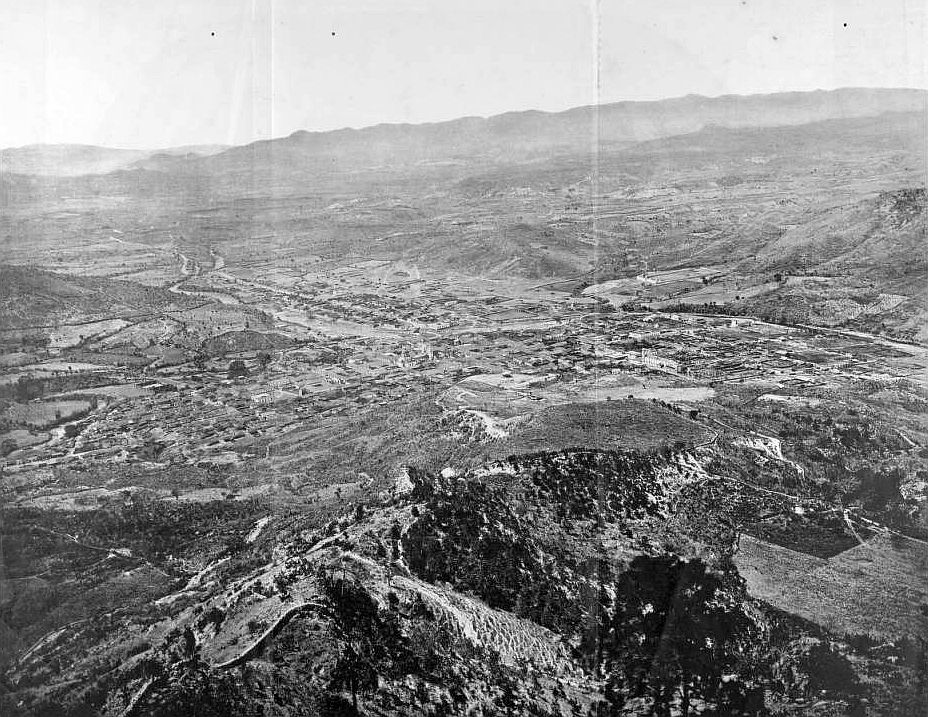
Vista de Tegucigalpa, la capital de Honduras en 1889.

## Segundo intento de golpe de Estado
En 1890 Honduras decretó dos estados de sitio; uno contra la amenaza proveniente de El Salvador y otra que fue el levantamiento del general Longino Sánchez sublevado en contra del presidente Bográn, intentando derrocarlo mediante "Golpe de Estado", Sánchez, junto al teniente Gregorio Bustamante tomaron el Palacio Presidencial un 8 de noviembre de ese año. La acción es frustrada por las tropas afines al general Bográn, siendo comandante del Estado Mayor el general José María Reina Bustillo,quienes apaciguan la pequeña revuelta en Tegucigalpa. Con los cabecillas hechos prisioneros, el general Sánchez escapa por un túnel subterráneo entre la Casa Presidencial y el Cuartel San Francisco huyendo con dirección a Danlí. Mientras miembros del ejército de gobierno salen en su captura, Sánchez al verse acorralado, se dispara en la cabeza, suicidándose. Bográn, en sustitución de Longino Sánchez como Gobernador y Comandante de Armas de Tegucigalpa, nombra a Policarpo Bonilla.
En 1891, Enrique Gutiérrez Lozano, Bográn y otros liberales se reúnen en Santa Bárbara con el fin de fundar una organización política antes de las elecciones de ese año, es ahí cuando nace el Partido Progresista de Honduras y del cual sale como candidato presidencial el general Ponciano Leiva Madrid, quien resulta victorioso en el escrutinio final.

### Fallecimiento
El presidente Luis Bográn Barahona se encontraba exiliado en la república de Guatemala, en la administración presidencial de Policarpo Bonilla, que había ordenado el embargo de sus propiedades. Bográn Barahona falleció de arterioesclerosis en la ciudad de Guatemala, un día martes 9 de julio de 1895.

## Gabinete
Los miembros del gabinete de sus dos gobiernos estuvieron compuestos así:
| Gabinete de Gobierno                          | Gabinete de Gobierno      | Gabinete de Gobierno |
| --------------------------------------------- | ------------------------- | -------------------- |
| cargo                                         | Nombre                    | Período              |
|                                               |                           |                      |
| Secretario de Relaciones Exteriores           | Jerónimo Zelaya Leiva     | 1883-1884            |
| Secretario de Hacienda                        | Roque Muñoz               | 1883-1884            |
| Secretario de Guerra                          | Ponciano Leiva            | 1883-1884            |
| Secretario de Gobernación, Justicia y Sanidad | Francisco Planas Salvador | 1883-1884            |

| Gabinete de Gobierno                                | Gabinete de Gobierno                       | Gabinete de Gobierno |
| --------------------------------------------------- | ------------------------------------------ | -------------------- |
| cargo                                               | Nombre                                     | Período              |
|                                                     |                                            |                      |
| Secretario General                                  | Rafael Ciriaco Alvarado                    | 1884-1891            |
| Secretario de Gobernación, Justicia y Sanidad       | Crescencio Gómez Valladares                | 1884-1891            |
| Secretario de Relaciones Exteriores                 | Jerónimo Zelaya Leiva                      | 1884-1891            |
| Secretario de Guerra y Marina                       | Ponciano Leiva                             | 1884-1991            |
| Secretario de Hacienda y Crédito Público            | Abelardo Zelaya Izaguirre/ Simeón Martínez | 1884-1891            |
| Secretario de Justicia e Instrucción Pública        | Rafael Alvarado Manzano                    | 1884–1891            |
| Secretario de Fomento, Obras públicas y Agricultura | Francisco Planas Salvador                  | 1884–1891            |

## Ascendencia
El coronel francés Romain Beaugrand llega a Honduras y se establece su apellido. Beaugrand, fue castellanizado a Bográn, con el cual fueron registrados sus descendientes.
|  |                                                        |  |  |  |  |  |  |  |  |  |  |  |  |  |  |  |
|  | 8. Louis Beaugrand Enault (1719-1783) Francia          |  |  |  |  |  |  |  |  |  |  |  |  |  |  |  |
|  |                                                        |  |  |  |  |  |  |  |  |  |  |  |  |  |  |  |
|  |                                                        |  |  |  |  |  |  |  |  |  |  |  |  |  |  |  |
|  | 4. Romain Beaugrand (Román Bográn) (1765-1828) Francia |  |  |  |  |  |  |  |  |  |  |  |  |  |  |  |
|  |                                                        |  |  |  |  |  |  |  |  |  |  |  |  |  |  |  |
|  |                                                        |  |  |  |  |  |  |  |  |  |  |  |  |  |  |  |
|  | 9. Marie Marguerité Barré (1727-1783) Francia          |  |  |  |  |  |  |  |  |  |  |  |  |  |  |  |
|  |                                                        |  |  |  |  |  |  |  |  |  |  |  |  |  |  |  |
|  |                                                        |  |  |  |  |  |  |  |  |  |  |  |  |  |  |  |
|  | 2. Saturnino Bográn Bonilla (1811-1869)                |  |  |  |  |  |  |  |  |  |  |  |  |  |  |  |
|  |                                                        |  |  |  |  |  |  |  |  |  |  |  |  |  |  |  |
|  |                                                        |  |  |  |  |  |  |  |  |  |  |  |  |  |  |  |
|  | 5. Agustina Bonilla (1791-¿?)                          |  |  |  |  |  |  |  |  |  |  |  |  |  |  |  |
|  |                                                        |  |  |  |  |  |  |  |  |  |  |  |  |  |  |  |
|  |                                                        |  |  |  |  |  |  |  |  |  |  |  |  |  |  |  |
|  | 1. Luis Bográn Barahona (1849-1895)                    |  |  |  |  |  |  |  |  |  |  |  |  |  |  |  |
|  |                                                        |  |  |  |  |  |  |  |  |  |  |  |  |  |  |  |
|  |                                                        |  |  |  |  |  |  |  |  |  |  |  |  |  |  |  |
|  | 12. Florentino Barahona                                |  |  |  |  |  |  |  |  |  |  |  |  |  |  |  |
|  |                                                        |  |  |  |  |  |  |  |  |  |  |  |  |  |  |  |
|  |                                                        |  |  |  |  |  |  |  |  |  |  |  |  |  |  |  |
|  | 6. José Francisco Atiliano Barahona Hernández          |  |  |  |  |  |  |  |  |  |  |  |  |  |  |  |
|  |                                                        |  |  |  |  |  |  |  |  |  |  |  |  |  |  |  |
|  |                                                        |  |  |  |  |  |  |  |  |  |  |  |  |  |  |  |
|  | 13. Manuela Hernández                                  |  |  |  |  |  |  |  |  |  |  |  |  |  |  |  |
|  |                                                        |  |  |  |  |  |  |  |  |  |  |  |  |  |  |  |
|  |                                                        |  |  |  |  |  |  |  |  |  |  |  |  |  |  |  |
|  | 3. Manuela Gertrudis Barahona Leiva (1826-1854)        |  |  |  |  |  |  |  |  |  |  |  |  |  |  |  |
|  |                                                        |  |  |  |  |  |  |  |  |  |  |  |  |  |  |  |
|  |                                                        |  |  |  |  |  |  |  |  |  |  |  |  |  |  |  |
|  | 14. Sebastián José de Leyva                            |  |  |  |  |  |  |  |  |  |  |  |  |  |  |  |
|  |                                                        |  |  |  |  |  |  |  |  |  |  |  |  |  |  |  |
|  |                                                        |  |  |  |  |  |  |  |  |  |  |  |  |  |  |  |
|  | 7. Josefa Ylaria de Leiva Izaguirre                    |  |  |  |  |  |  |  |  |  |  |  |  |  |  |  |
|  |                                                        |  |  |  |  |  |  |  |  |  |  |  |  |  |  |  |
|  |                                                        |  |  |  |  |  |  |  |  |  |  |  |  |  |  |  |
|  | 15. Juana Cresencia Martínez                           |  |  |  |  |  |  |  |  |  |  |  |  |  |  |  |
|  |                                                        |  |  |  |  |  |  |  |  |  |  |  |  |  |  |  |
|  |                                                        |  |  |  |  |  |  |  |  |  |  |  |  |  |  |  |